# Mazaquilico
Mazaquilico är en ort i Mexiko.   Den ligger i kommunen San Felipe Orizatlán och delstaten Hidalgo, i den sydöstra delen av landet, 200 km norr om huvudstaden Mexico City. Mazaquilico ligger 250 meter över havet och antalet invånare är 191.
Terrängen runt Mazaquilico är varierad, och sluttar norrut. Runt Mazaquilico är det ganska tätbefolkat, med 86 invånare per kvadratkilometer. Närmaste större samhälle är Huejutla de Reyes, 16,9 km öster om Mazaquilico. I omgivningarna runt Mazaquilico växer i huvudsak städsegrön lövskog.